# Tulcea (županija)
Tulcea (IPA: [ˈtultʃa]}), je županija u jugoistočnoj Rumunjskoj u povjesnoj pokrajini Dobrudži. Nalazi se na Delti Dunava.
Glavni grad županije je Tulcea.

## Demografija
Po popisu stanovništva iz 2002. godine na prostoru županije Tulcea živi 256.492 stanovnika, dok je prosječna gustoća naseljenosti 33 stan/km².
- Rumunji - 90,00%[1]
- Rusi i Lipovani - 6,37%
- Turci i Tatari - 1,29%
- Romi - 0,88%
- Grci - 0,65%

| Godina | Ukupno stanovnika |
| ------ | ----------------- |
| 1948.  | 192.228           |
| 1956.  | 223.719           |
| 1966.  | 236.709           |
| 1977.  | 254.531           |
| 1992.  | 270.997           |
| 2002.  | 256.492           |

| Etnički sastav | 2002          |
| -------------- | ------------- |
| Ukupno         | 256,492       |
| Rumunji        | 230.843 (90%) |
| Lipovani       | 16.350 (6.4%) |
| Turci          | 3.334 (1.3%)  |
| Romi           | 2.272 (0.9%)  |
| Grci           | 1.680 (0.7%)  |
| Ukrajinci      | 1.279 (0.5%)  |
| Tatari         | 179 (0.1%)    |
| ostali         | 555           |

## Zemljopis
Županiji ima ukupno površinu od 8.499 km ².
Cjelo područje županije Tulcea obilježeno je deltom Dunava,  koja zauzima oko 1/3 cijele površine i nalazi se na sjeveroistočnoj strani županije. Delta ima tri glavne grane:  Sulina (jedina plovna) u sredini,Chilia  na sjeveru (na granici s Ukrajinom i Sfântu Gheorghe ogrank na jugu.
Na jugoistoku u županiji postoje dvije lagune Razelm i Sinoe. U delti Dunava ima mnogo kanala i jezera, a čitav prostor je na UNESCO-ovoj listi svjetske baštine .

#### Susjedne županije
- Brăila na zapadu.
- Galaţi  na sjeverozapadu
- Odessa Oblast u Ukrajini na sjeveru.
- Constanţa na jugu.

## Gospodarstvo
Poljoprivreda i ribolov glavne su gospodarske djelatnosti u županiji, njima se bavi oko 48% stanovništva. Industrija je koncentrirana u velikim gradovima.
Glavne gospodarske grane su:
- drvna industrija,
- kemijska industrija
- poljoprivreda
- tekstilna industrija
- brodogradnja

## Administrativna podjela
Županija Tulcea podjeljena je na jednu municipiju, četiri grada i 46 općina .

### Municipiji
Tulcea

### Gradovi
- Babadag
- Isaccea
- Măcin
- Sulina

### Općine
| - Baia - Baidaud - Beştepe - C. A. Rosetti - Carcaliu - Casimcea - Ceamurlia de Jos - Ceatalchioi - Cerna - Chilia Veche - Ciucurova - Crişan - Dăeni | - Dorobanţu - Frecăţei - Greci - Grindu - Hamcearca - Horia - I. C. Brătianu - Izvoarele - Jijila - Jurilovca - Luncaviţa - Mahmudia | - Maliuc - Mihai Bravu - Mihai Kogălniceanu - Murighiol - Nalbant - Niculiţel - Nufăru - Ostrov - Pardina - Peceneaga - Sarichioi | - Sfântu Gheorghe - Slava Cercheză - Smărdan - Somova - Stejaru - Topolog - Turcoaia - Valea Nucarilor - Valea Teilor - Văcăreni |

## Vanjske poveznice
- Službena stranica županije  Arhivirana inačica izvorne stranice od 3. travnja 2007. (Wayback Machine)